# Proasellus phreaticus
Proasellus phreaticus är en kräftdjursart som beskrevs av Sabater och de Manuel 1988. Proasellus phreaticus ingår i släktet Proasellus och familjen sötvattensgråsuggor. Inga underarter finns listade i Catalogue of Life.